# Adventurous Youth
Adventurous Youth ist ein britischer Abenteuerfilm aus dem Jahr 1928, dessen Handlung in Mexiko spielt. Es handelt sich um einen Stummfilm von fünf Rollen Länge, der auch unter dem Titel The Englishman gezeigt wurde.

## Handlung
Während der Mexikanischen Revolution in den 1910er Jahren kämpft ein englischer Minenarbeiter auf Seiten der Revolutionäre, um ein Dorf und seine Kirche vor der Zerstörung zu bewahren. Durch seinen finanziellen, aber vor allem heroischen persönlichen Einsatz gewinnt er auch die Liebe von Mary Ferguson.

## Bemerkungen
- Der Film wurde in den USA von Warner Brothers veröffentlicht, die Musik und Soundeffekte hinzufügten, um dem Film im technischen Wandel der Zeit ein Publikum zu verschaffen.[2]
- Für Renee Clama war die Mary die erste Filmrolle.